# Bombino Bianco
Bombino Bianco ist eine Weißweinsorte Italiens und wird in den Regionen Abruzzen, Apulien, Emilia-Romagna, Latium und Marken angebaut. Die spät reifende und sehr ertragreiche Sorte ist mit der Trebbiano d’Abruzzo identisch und wird auf etwa 3600 ha angebaut (zusammen mit den Flächen der Trebbiano d’Abruzzo kommt man sogar auf 15600 ha Rebfläche). Kleine Anpflanzungen sind auch in Argentinien bekannt.
Wichtige DOC-Weine, die als Verschnitte teilweise auch Bombino Bianco enthalten, sind Biferno, Castel del Monte, Leverano, Pentro di Isernia, San Severo, Trebbiano d’Abruzzo und Locorotondo. Im DOC-Weißwein Pagadebit di Romagna sowie gewissen Tafelweinen der Abruzzen wird die Sorte auch sortenrein ausgebaut.
In einigen Regionen wird die Sorte auch Pagadebito genannt, was übersetzt „Schuldenzahler“ bedeutet. Der Name rührt daher, dass der Bauer die während des Weinjahres gemachten Schulden durch den Bombino Bianco bezahlen konnte, weil die Sorte so widerstandsfähig und fruchtbar ist. In Deutschland war sie unter dem Namen Udva Doro eine beliebte Tafeltraube.
Die rote Rebsorte Bombino Nero, die in der Region Apulien auf etwa 2000 Hektar steht, ist nicht mit Bombino Bianco verwandt.
Siehe auch die Artikel Weinbau in Italien und Weinbau in Argentinien sowie die Liste von Rebsorten.

## Ampelographische Sortenmerkmale
In der Ampelographie wird der Habitus folgendermaßen beschrieben:
- Die Triebspitze ist offen. Sie ist stark weißwollig mit leicht rötlichem Anflug behaart. Die gelblichen Jungblätter sind feinflammig behaart.
- Die mittelgroßen dunkelgrünen Blätter sind fünflappig und tief gebuchtet (siehe auch den Artikel Blattform). Die Stielbucht ist lyrenförmig offen oder geschlossen. Das Blatt ist stumpf gezahnt. Die Zähne sind im Vergleich der Rebsorten mittelgroß.
- Die konus- bis walzenförmige Traube ist mittelgroß bis groß, geschultert und lockerbeerig. Die rundlichen Beeren sind groß und von weißlich - goldener Farbe.

Bombino Bianco reift ca. 30 Tage nach dem Gutedel und gehört damit zu den spätreifenden Rebsorten der mittleren dritten Reifungsperiode (siehe das Kapitel im Artikel Rebsorte). Sie ist eine Varietät der Edlen Weinrebe (Vitis vinifera). Sie besitzt zwittrige Blüten und ist somit selbstfruchtend. Beim Weinbau wird der ökonomische Nachteil vermieden, keinen Ertrag liefernde, männliche Pflanzen anbauen zu müssen.

## Synonyme
VIVC listet 78 Synonyme auf: Abondante, Bambino, Bambino Peloso Gentile, Bammino, Banjac, Bilana, Bilina, Bjelina, Bobbino, Bommino, Bon Vino, Bonvino, Bonvino Bianco, Buon Vino, Buonvino, Buonvino Bianco, Butta Palmento, Butta Pezzente, Buttspezzante, Calatammurro, Calpolese, Camblese, Campanile, Campolese, Campolese Camplese, Campolese Chiuso, Campolese Scinciaro, Campolese Sciniato, Carapa, Castella, Cococciola, Cola Tamburo, Colatamburro, Colatammurro, Debic, Debit, Debit Veliki, Dobit, Donnee, Marese, Ottenese, Ottonese, Pagadebic, Pagadebit, Pagadebiti, Poulzhinatz, Pulizanac, Puljizanac, Puljizanac Beli, Ribola, Ripona, Scacciadebiti, Schiacciadebiti, Straccia Cambiale, Strappa Cambiale, Tivolese Bianco, Trebbiano Bianco Di Chieti, Trebbiano Campolese, Trebbiano D'ora, Trebbiano D'oro, Trebbiano Di Avezzano, Trebbiano Di Macerata, Trebbiano Di Teramo, Trebbiano Dorato Di Teramo, Treolina, Treolina Bianca, Treolina D'esola, Treolina D'isola, Trevolina, Trivolese, Uva Castellana, Uva Da Un Osso, Uva Fermana, Uva Romana, Zapponara Bianca.

## Die Familie der Trebbiano-Reben
In der im Jahr 2001 veröffentlichten Studie Genetic studies on Trebbiano and morphologically related varieties by SSR and AFLP markers wurde festgestellt, dass zwischen den vielen Trebbiano-Sorten kaum verwandtschaftliche Bindungen bestehen. Allein morphologisch teilen sich die Sorten ähnliche Merkmale wie die weißlich-gelbe Beerenfarbe, die Größe der Trauben, die späte Reife sowie die starke Wüchsigkeit. Gemäß einer Hypothese von Thomas Hohnerlein-Buchinger aus dem Jahr 1996 stammt der Name nicht von der bei Plinius erwähnten Sorte Trebulanus ab, sondern vom fränkischen Begriff Draibio, der für starke Wüchsigkeit stehe. Karl der Große habe bei der Eroberung des Langobardischen Reiches für eine zügige Neuanlage der nach dem Rückzug der Römer brachliegenden Rebflächen gesorgt und dabei starkwüchsige Sorten empfohlen.